# 志學館中等部・高等部 (鹿児島県)
志學館中等部・高等部（しがくかんちゅうとうぶ こうとうぶ 英語: Shigakukan Junior High School and High School）は、鹿児島県鹿児島市南郡元町にある私立中学校・高等学校。経営は学校法人志學館学園。
千葉県の志学館中等部・高等部とは関係はない。

## 概要
1987年に中等部、1990年に高等部が設立される。募集人数は中等部120名、高等部は120名（中等部からの進学者を含む）。系列校として志學館大学が存在する。

## 沿革
- 1987年（昭和62年）4月1日 - 中等部開校[1]。
- 1990年（平成2年）4月1日 - 高等部開校[2]。

## 主な年間行事
- 4月　入学式・体育祭
- 5月　生徒総会
- 7月　クラスマッチ（高等部）・七タコンサート
- 9月　文化祭
- 11月　弁論大会
- 12月　クラスマッチ（中等部）・桜島ロードレース　定期演奏会
- 3月　 中等部SDP国内体験学習･高等部SDP国外体験学習・高等部卒業式・中等部卒業式

「プロフェッサー・ビジット（PROFESSOR VISIT）」
「2018年度プロフェッサー・ビジット」が2018年11月16日に開催された。国立大学13校の教員が全国各地の高校を訪れ、最先端の研究成果や、大学での学びの楽しさを伝える企画で、弘前大学医学部長の若林孝一教授による、タイトル「脳のしくみと病気 予防から治療まで」についての出張講義を行った。

## アクセス
JR指宿枕崎線南鹿児島駅より徒歩約5分
鹿児島市電
南鹿児島駅前停留所より徒歩約6分

## 主な出身者
- 上片平健（鹿児島テレビアナウンサー）
- 出木場久征（株式会社リクルートホールディングス代表取締役社長 兼 CEO）
- 青山栞織（元舞台俳優、子役指導者）
- 岡崎徹（株式会社mtc.代表取締役・CEO)
- 島田恭子（精神保健学者）

## 系列校
- 志學館大学
- 鹿児島女子短期大学
  - 鹿児島女子短期大学附属なでしこ幼稚園
  - 鹿児島女子短期大学附属かもめ幼稚園
  - 鹿児島女子短期大学附属すみれ幼稚園